# Domingo Ascaso Abadía
Domingo Ascaso Abadía (Almudébar, Foia d'Osca, 10 de juny de 1895 - Barcelona, 4 de maig de 1937) fou un dirigent anarquista i sindicalista aragonès, germà de Francisco Ascaso Abadía i cosí de Joaquín Ascaso Budría.
Treballà com a forner a Saragossa, on aviat formà part dels grups anarquistes partidaris de l'acció directa, atribuint-se-li la participació el 1920 en una acció contra el redactor d'El Heraldo de Aragón, a qui acusaven de delatar uns soldats insurrectes a la caserna del Carmen el 1920. El 1921 es va establir amb el seu germà a Barcelona, on formà part primer de Los Justicieros i l'octubre de 1922 de Los Solidarios, on conegué Buenaventura Durruti.
En proclamar-se la Dictadura de Primo de Rivera fou perseguit (segons alguns per haver participat en l'assassinat del comissari de policia Espejo) i s'amagà al cementiri del Poblenou fins que Joan Garcia Oliver l'ajudà a eludir el cercle policial de Barcelona i a fugir a França. Allí es retrobà amb Durruti i amb el seu germà Francisco, que planejaven una acció guerrillera als Pirineus. El desembre de 1924 organitzaren una expedició a Bera, però fracassà. El 1929 s'establí a Brussel·les, on vivia de vendre mocadors i productes d'escriptori. En proclamar-se la Segona República Espanyola tornà a Barcelona i s'integrpa al grup Los indomables de la Federació Anarquista Ibèrica (FAI). En aplicació de la Llei de Defensa de la República fou detingut i el 21 de gener de 1932 bandejat a Villa Cisneros sota l'acusació d'haver participat en la revolta de l'Alt Llobregat. Amnistiat el setembre de 1932, aleshores treballà com a pastisser i com a delegat del Sindicat de l'Alimentació de la Confederació Nacional del Treball (CNT).
En produir-se el cop d'estat del 18 de juliol participà en l'assalt a la caserna de les Drassanes. Durant la guerra civil espanyola fou ajudant de Joan Garcia Oliver en el Comitè de Milícies Antifeixistes i marxà al front d'Aragó, on fou cap de la Columna Ascaso a la comarca de Barbastre amb Cristóbal Aldabaldetrecu. Quan la Columna Ascaso es va transformar en 28a Divisió a començaments de 1937 deixà el comandament i tornà a Barcelona. Va morir en les jornades dels fets de maig de 1937 i fou enterrat al cementiri de Montjuic.